# Emerytura olimpijska
Emerytura olimpijska – potoczna nazwa świadczenia pieniężnego, które Ministerstwo Sportu i Turystyki wypłaca od roku 2000 polskim medalistom igrzysk olimpijskich, a od 2006 także medalistom igrzysk paraolimpijskich oraz igrzysk głuchych. Jego wypłacanie reguluje ustawa z dnia 25 czerwca 2010 r. o sporcie.
Świadczenie przyznawane jest na wniosek sportowca. Emerytura wypłacana jest sportowcom, którzy spełniają łącznie następujące warunki:
- posiadają obywatelstwo polskie i mieszkają w Polsce lub innym państwie Unii Europejskiej,
- zdobyli medal na igrzyskach (od 2007 włączani są też medaliści zawodów Przyjaźń-84, które zastępowały igrzyska w Los Angeles, w których Polska nie brała udziału),
- ukończyli 40 lat[3],
- nie uprawiają już czynnie sportu,
- nie są karani za przestępstwo popełnione umyślnie.

Wysokość emerytury olimpijskiej określana jest corocznie na podstawie kwoty bazowej dla członków korpusu służby cywilnej, pomnożonej przez 1,8.
W 2010 wysokość świadczenia wynosiła 2483,77 zł miesięcznie, była to kwota brutto, od której sportowcy samodzielnie odprowadzali podatek. Świadczeniobiorcy nie płacili od niej składek do ZUS-u. W 2016 świadczenie zwolniono również z podatku dochodowego. W 2021 wysokość emerytury wynosiła 2844,74 zł netto. W 2022 roku kwota wzrosła do 3657,52 zł netto. Rok później kwota ta wzrosła do 3942,81 zł, natomiast od 2024 roku świadczenie wynosi 4203,04 zł.
W 2009 emerytury olimpijskie otrzymywało 261 medalistów igrzysk olimpijskich oraz 198 medalistów igrzysk paraolimpijskich i igrzysk głuchych. Z kolei w 2015 emerytury olimpijskie pobierało 266 medalistów igrzysk olimpijskich, 241 paraolimpijczyków i 61 medalistów zawodów Przyjaźń–84.